# The Basement Collection
The Basement Collection – це збірка флеш-ігор за авторством Едмунда МакМілленом, розробник «Super Meat Boy» та «The Binding of Isaac». Всі ігри з цієї колекцій були перероблені та оновлені, включаючи нові рівні або альтернативний саундртек. Колекція було випущено у 31 серпня 2012 році. 

## Зміст
Збірник включає у себе наступні ігри:
- Triachnid (2006), симулятор фізики павука
- Coil (2008), експериментальна гра
- Meat Boy (2008), прототип Super Meat Boy
- Aether (2008), космічна пригодницька гра
- Grey-Matter (2008), анти-шутер
- Spewer (2009), платформер з фізичною рідиною
- Time Fcuk (2009), темна головоломка

Розблокований вміст включає:
- The Lonely Hermit (2001), дитяча історія (розблоковується після проходження Triachnid)
- AVGM (2009), експериментальна клікер висміюючий цей жанр (розблоковується після проходження Coil)
- Meat Boy (map pack) (2008), додаткові рівні у Meat Boy (розблоковується після проходження Meat Boy)
- The Box, відскановані зображення Едмунда Макміллена у віці 3–5 років, знайдені в скриньці його бабусі (розблоковується після проходження Aether)
- Thicker Than Water, 65-сторінковий віртуальний комікс про дитинство Едмунда МакМіллена (розблоковується після проходження Spewer)
- The Chest, малюнків із записників Едмунда МакМіллена за вісім років (розблоковується після проходження Time Fcuk)

У колекції також можна знайти повний саундртек до усіх ігор, ескізи розробки гри та дизайну персонажів, 30 хвилин аудіо інтерв’ю і 20 хвилин відео, які не увійшли у Indie Game: The Movie. 